# Ремнезуб Хаббса
Ремнезуб Хаббса (лат. Mesoplodon carlhubbsi) — морское млекопитающее из рода ремнезубы (Mesoplodon), обитающее в северной части Тихого океана. Видовое название дано в честь американского морского биолога Карла Хаббса (1894—1979).
Максимальная длина тела 5,3 метра, вес — до 1500 кг. Питаются в основном двужаберными.
Из-за строения зубов его путали с командорским ремнезубом, и только в 1963 году американский зоолог Дж. Мур выделил новый вид, указав его чёткие различия — две пары выемок в основе рострума на черепе.